# Унтернојкирхен
Унтернојкирхен (њем. Unterneukirchen) општина је у њемачкој савезној држави Баварска. Једно је од 24 општинска средишта округа Алтетинг. Према процјени из 2010. у општини је живјело 2.950 становника. Посједује регионалну шифру (AGS) 9171135.

## Географски и демографски подаци
Унтернојкирхен се налази у савезној држави Баварска у округу Алтетинг. Општина се налази на надморској висини од 460 метара. Површина општине износи 23,3 km². У самом мјесту је, према процјени из 2010. године, живјело 2.950 становника. Просјечна густина становништва износи 127 становника/km².